# Cmentarz żydowski w Mińsku
Cmentarz żydowski w Mińsku (ros. Еврейское кладбище) – zabytkowy cmentarz żydowski w Mińsku na Białorusi, obecnie całkowicie zniszczony.
Powstały w 1868 cmentarz znajdował się na obszarze pomiędzy ulicami Pierekopską (obecnie Jeruzalimską), Suchą, Żydowską (obecnie Kolektorską) i Mebelnym Piereułkiem (obecnie Giebielewa). W czasie II wojny światowej cmentarz wchodził w obręb getta mińskiego. Rozstrzeliwano tu mińskich Żydów, o czym przypomina tablica pamiątkowa na wzgórzu. Na cmentarzu znajdowały się nagrobki przeniesione z innego kirkutu, który znajdował się w miejscu dzisiejszego stadionu Dynamo. Na początku lat siedemdziesiątych XX wieku nekropolia została zamknięta, a w latach dziewięćdziesiątych zrównano ją z ziemią.
Obecnie na terenie dawnego cmentarza znajduje się skwer, na którym dzieci grają w piłkę nożną.
W czasie prac porządkowych w maju 2007 wzdłuż ulicy Jeruzalimskiej robotnicy natrafili na ocalałe nagrobki z inskrypcjami w języku hebrajskim.